# دي جي دراما
تيري سينك سيمونس (Tyree Cinque Simmons) و يعرف أكثر باسم دي جي دراما (Dj Drama) من مواليد 22 أبريل 1978.هو دي جي ومنتج أسطوانات ومنتج موسيقى أمريكي.

## روابط خارجية
- دي جي دراما على موقع IMDb (الإنجليزية)
- دي جي دراما على موقع ميوزك برينز (الإنجليزية)
- دي جي دراما على موقع أول ميوزيك (الإنجليزية)
- دي جي دراما على موقع ديسكوغز (الإنجليزية)
- دي جي دراما على موقع قاعدة بيانات الفيلم (الإنجليزية)